# Lucas Tagliapietra
Lucas De Lima Tagliapietra (Alegrete, 5 novembre 1990) è un calciatore brasiliano, difensore svincolato.

## Carriera
Il 30 gennaio 2015 viene acquistato dall'Hamilton Academical.